# Nordwestliches Territorium

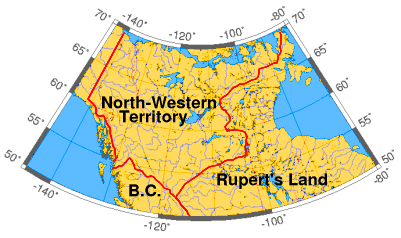
Ausdehnung des Nordwestlichen Territoriums im Jahr 1859

Das Nordwestliche Territorium (engl. North-Western Territory) war bis 1870 eine Region in Britisch-Nordamerika (heute Kanada) und war nach seiner Lage in Relation zu Ruperts Land benannt. Bei seiner größten Ausdehnung umfasste es das heutige Territorium Yukon, den Festlandteil der Nordwest-Territorien, das nordwestliche Festland von Nunavut, das nordwestliche Saskatchewan, das nördliche Alberta und das nördliche British Columbia.
Es ist nicht bekannt, wann genau Großbritannien erstmals Anspruch auf das Gebiet erhob. Als Frankreich jedoch 1713 im Frieden von Utrecht die britische Souveränität über die Küste der Hudson Bay anerkennen musste, war Großbritannien die einzige europäische Macht mit einem Zugang zu diesem Teil des Kontinents. Obwohl ihr nur Ruperts Land zugesprochen worden war, trieb die Hudson’s Bay Company auch weiter westlich Handel mit den Ureinwohnern. Erst 1859 wurde die Gesellschaft explizit mit der Verwaltung des Nordwestlichen Territoriums betraut. Die Briten unternahmen praktisch keine Anstrengungen, über die dortigen Ureinwohner zu herrschen. In Übereinstimmung mit der königlichen Proklamation von 1763 war die Besiedlung durch Nicht-Ureinwohner verboten, bis das Gebiet durch einen Vertrag übergeben worden war.
Während des Cariboo-Goldrauschs im Jahr 1862 wurde ein Teil des Gebiets zum Stikine-Territorium erklärt, um die Verwaltung von der Westküste aus zu ermöglichen. Im darauf folgenden Jahr wurde der südliche Teil an British Columbia angefügt, der nördliche Teil fiel an das Nordwestliche Territorium zurück. 1868 willigte die Hudson’s Bay Company ein, ihre Gebiete an die im Jahr zuvor gegründete Kanadische Konföderation abzutreten. Am 15. Juli 1870 wurden das Nordwestliche Territorium und Ruperts Land zu den Nordwest-Territorien vereinigt.